# فرودگاه کولونزی
فرودگاه کولونسای (به انگلیسی: Colonsay Airport) (به زبان بومی: Port-adhair Colbhasaigh) یک فرودگاه همگانی با کد یاتا CSA است که یک باند فرود آسفالت دارد و طول باند آن ۵۰۱ متر است. این فرودگاه در کشور اسکاتلند قرار دارد و در ارتفاع ۱۳ متری از سطح دریا واقع شده‌است.

## شرکت‌های هواپیمایی و مقصدهای پروازی
| شرکت‌های هواپیمایی      | مقصدهای پروازی |
| ---------------------- | -------------- |
| Hebridean Air Services | اوبان، ایسلی   |